# 크리스 와이어트
크리스 와이엇(Chris Wyatt, 1975년 10월 5일 ~ )은 미국의 영화 제작자, 각본가이다.
애틀랜타에서 태어났다.

## 작품 목록

### 영화
- 콘크리트 블론즈 (2013년)
- 아메리칸 시티즌 (2012년)
- 카페 (2011년) - 제작, 출연
- 브로큰 힐 (2009, Broken Hill) - 제작
- 비니스 (2007년)
- 크리스마스의 열 두 마리 개 (2005년)
- 나폴레옹 다이너마이트 (2004년)
- 아메리칸 굴라그 (2002년)

### 텔레비전
- 어벤저스: 지구 최강의 영웅들 (2010-12) - 각본
- 어벤져스 어셈블 (2013-15) - 각본
- 가디언즈 오브 갤럭시 (2017) - 각본